# لينكولن كينيدي
لينكولن كينيدي (بالإنجليزية: Lincoln Kennedy)‏ هو لاعب كرة قدم أمريكية أمريكي، ولد في 12 فبراير 1971 في يورك في المملكة المتحدة.

## وصلات خارجية
- لينكولن كينيدي على موقع مرجع كرة القدم المحترفة.كوم (الإنجليزية)
- لينكولن كينيدي على موقع IMDb (الإنجليزية)